# Anteo (figlio di Antenore)
Anteo (in greco antico Ἀνταῖος Antàios) nella mitologia greca, figlio di Antenore e della moglie Teano.

## Mitologia
Ancora giovinetto, Anteo sfidò il compagno di giochi Paride ad un duello con spade-giocattolo senza prevedere alcuna conseguenza. Durante il combattimento, però, Paride colpì mortalmente il suo coetaneo.
In seguito a questo delitto, Paride si recò a Sparta per farsi purificare nella casa di Menelao.